# Therese Elssler
Therese Elssler (née Theresia Elßler le 5 avril 1808 à Vienne et morte le 19 novembre 1878 à Merano) est une danseuse autrichienne.

## Biographie
Therese Elssler est la fille du copiste Johann Elssler, qui œuvre notamment pour Joseph Haydn. Sa sœur Fanny est également danseuse : elles se produisent ensemble en Europe dans les années 1820. En 1838, elle chorégraphie le ballet La Volière ou les oiseaux de Bocacce, avec un livret d’Eugène Scribe et une composition de Casimir Gide.
Elle épouse en noces morganatiques le prince Adalbert de Prusse le 20 avril 1850 et reçoit le titre de dame de Barnim.